# لیدی سینتیا
لیدی سینتیا (به انگلیسی: Lady Cynthia) یک کشتی بود که طول آن ۲۱۹٫۳ فوت (۶۶٫۸ متر) بود. این کشتی در سال ۱۹۲۵ ساخته شد.